# Pneumocéphale
 Mise en garde médicale
Le pneumocéphale, appelé aussi pneumocéphalie ou pneumencéphalie, correspond à la présence de gaz dans ou autour de l'encéphale à la suite d'une brèche ostéo-méningée.

## Terminologie
Que ce soit en français ou en anglais, la même affection est décrite sous des termes variés :

### En français
- pneumatocèle intracrânien post-traumatique ;
- pneumatocèle intracrânien traumatique ;
- pneumatocèle intracrânienne ;
- pneumocéphale de l'espace épidural ;
- pneumocéphale épidural ;
- pneumocéphale péridural ;
- pneumocéphale post-traumatique ;
- pneumocéphale traumatique ;
- pneumocéphalie ;
- pneumocéphalie de l'espace épidural ;
- pneumocéphalie épidurale ;
- pneumocéphalie péridurale ;
- pneumocéphalie post-traumatique ;
- pneumocéphalie traumatique ;
- pneumo-encéphale.

### En anglais
- Airocele, cranial ;
- airoceles, cranial ;
- cranial airocele ;
- cranial airoceles ;
- cranial pneumocyst ;
- cranial pneumocysts ;
- epidural pneumocephalus ;
- gas, intracranial ;
- intracranial gas ;
- pneumocephalus, epidural ;
- pneumocephalus, pressure ;
- pneumocephalus, tension ;
- pneumocephalus, traumatic ;
- pneumocyst, cranial ;
- pneumocysts, cranial ;
- pressure pneumocephalus ;
- tension pneumocephalus ;
- traumatic pneumocephalus

## Causes
Les causes de pneumocéphale sont celles des brèches ostéo-méningées :

### Traumatisme

#### Lésion du crâne ou de la face
Dans 74 % des cas le pneumocéphale est secondaire à un traumatisme, il serait présent dans 0,5 à 1 % de ces lésions accidentelles du crâne ou de la face,.

#### Cause iatrogène

##### Chirurgie
Deux tiers des craniotomies seraient suivies de pneumocéphale. Un acte de chirurgie endoscopique dans les sinus peut se compliquer exceptionnellement de pneumencéphalie. La mise en place d'un shunt ventriculo-péritonéal peut produire une pression négative ouvrant la brèche à un pneumatocèle intracrânien sous tension.

##### Médecine
Un acte médical intrusif (ponction, injection) à proximité du système nerveux central peut involontairement provoquer un pneumocéphale :
- anesthésie péridurale et lésion accidentelle de la dure-mère[5] ;
- blood-patch ;

#### Barotraumatisme
Le pneumocéphale est un accident rare mais grave de plongée sous-marine.

### Infection au voisinage
Une sinusite sphénoïdale ou une tuberculose nasale ont déjà occasionné des pneumocéphales.

### Tumeur érosive
Qu'elle soit bénigne ou maligne,, toute lésion tumorale érosive d'un organe creux se développant au voisinage du système nerveux central peut être à l'origine d'un pneumocéphale.

## Signes et symptômes
Le pneumocéphale est habituellement lié à des maux de tête (38 % des cas), des nausées et vomissements, des crises de convulsion, des vertiges, des déficits neurologiques (léthargie, confusion, hémiparésie, paralysie du nerf abducens).

## Complications
Les pneumocéphales en tension ont un effet de masse, provocant hypertension intracrânienne et risquant la protrusion, l'engagement cérébral.
Des embolies gazeuses et un arrêt cardiaque compliquent très occasionnellement un pneumocéphale.
Les méningites ascendantes surviennent dans environ 30 % des brèches non colmatées de la base du crâne,, avec un risque cumulé sur dix ans de 85 %.
Parfois un pneumocéphale iatrogène chirurgical peut provoquer un déficit neurologique focal.